# Station Małkinia
Station Małkinia is een spoorwegstation in de Poolse plaats Małkinia Górna.